# HD6961
HD6961 — хімічно пекулярна зоря спектрального класу A5, що має  видиму зоряну величину в смузі V приблизно  4,3.
Вона  розташована на відстані близько 137,4 світлових років від Сонця.

## Фізичні характеристики
Зоря HD6961 обертається 
досить швидко 
навколо своєї осі. Проєкція її екваторіальної швидкості на промінь зору становить  Vsin(i)=103км/сек.